# Croton tomentellus
Espèce
Croton tomentellus est une espèce de plantes à fleurs du genre Croton et de la famille des Euphorbiaceae, présente sur l'île de Java, dans les petites îles de la Sonde, au nord de l'Australie-Occidentale, et au nord du Territoire du Nord.
Il a pour synonymes :
- Croton tomentellus, Müll.Arg.,
- Oxydectes tomentella, Kuntze